# Stretto di Mangole
Lo stretto di Mangole (indonesiano: Selat Mangole) è un braccio di mare che separa l'isola di Mangole, a nord, dall'isola di Sanana, a sud, nella provincia di Maluku Settentrionale, in Indonesia. Lo stretto collega la parte settentrionale del mar di Banda, ad ovest, con il mar di Ceram, ad est. Ha una lunghezza di circa 10 km e una larghezza compresa fra i 3 e 6 km.